# Suojarwi
Suojarwi (russisch Суоярви, karelisch und finnisch Suojärvi) ist eine Stadt in der Republik Karelien (Russland) mit 9766 Einwohnern (Stand 14. Oktober 2010).

## Geografie
Die Stadt liegt etwa 140 Kilometer nordwestlich der Republikhauptstadt Petrosawodsk am gleichnamigen See Suojarwi (früher finnisch Suojärvi).
Suojarwi ist Verwaltungszentrum des gleichnamigen Rajons.
Die Stadt liegt an der Eisenbahnstrecke Sankt Petersburg–Lachdenpochja–Suojarwi–Petrosawodsk (Streckenkilometer 403), von der hier die Strecke nach Juschkosero bzw. Kostomukscha abzweigt.

## Name und Geschichte
Der Name stammt aus dem Ostseefinnischen, wobei die heutige amtliche Schreibung eine Transliteration des finnischen Namens Suojärvi darstellt. Finnisch suo bedeutet „Moor, Sumpf“, järvi „See“. Am Ort der heutigen Stadt befand sich im 16. und 17. Jahrhundert eine  als Schujeserski pogost bekannte Siedlung. Pogost bezeichnet eine historische administrative Einheit, ähnlich wie heute okrug. Schujeserski ist ein aus dem russifizierten Namen des „Sumpfsees“ abgeleitetes Adjektiv, also etwa „Sumpfsee-Siedlung“. Erstmals urkundlich erwähnt wurde Suojarwi 1589 als Kapellgemeinde der orthodoxen Gemeinde Sortawala. 
1630 wurde Suojarwi eigenständige Gemeinde. Im Laufe seiner Geschichte wechselte die Herrschaft über Suojarwi mehrmals: Hatte Suojarwi anfangs noch unter dem Einfluss der Republik Nowgorod gestanden, kam es 1617 im Frieden von Stolbowo zusammen mit dem gesamten Gebiet nördlich des Ladogasees an Schweden und wurde Teil des Kexholms län. Ein Jahrhundert später musste Schweden das Gebiet im Frieden von Nystad 1721 wieder an Russland abtreten. Nachdem das Gebiet des heutigen Finnland 1809 unter russische Herrschaft geraten war, wurde Suojarwi als Teil des sogenannten Altfinnlands 1812 dem neu gegründeten autonomen Großfürstentum Finnland angegliedert. Daher wurde der Ort mit der finnischen Unabhängigkeitserklärung 1917 auch zu einem Teil der Republik Finnland und kam zur Provinz Wiborg.

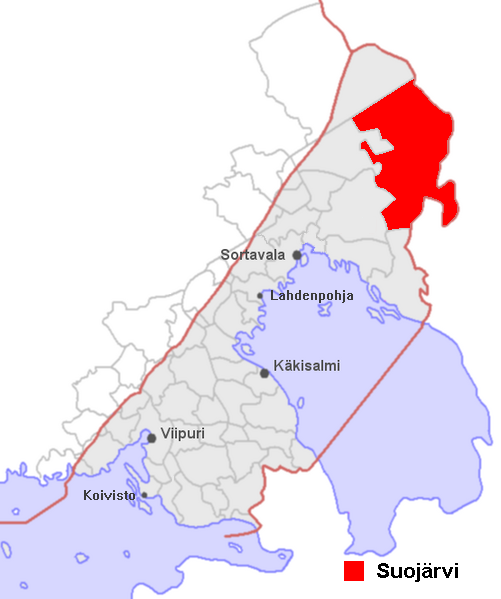
Karte der Gemeinde Suojärvi in finnischer Zeit

Während der finnischen Zeit gehörte zur Gemeinde Suojärvi neben dem Hauptort ein ausgedehntes Gebiet von 3474,3 km², in dem vor dem Zweiten Weltkrieg knapp 16.000 Menschen lebten. Zur Gemeinde Suojärvi gehörten unter anderem auch die Orte Naistenjarwi, Suojoki, Pijtsjoki, Wegarus und Weschkeliza. Die Bevölkerung von Suojarwi bestand überwiegend aus orthodoxen Kareliern.
Im Ergebnis des Winterkrieges gelangte der Ort 1940 mit dem Großteil Westkareliens in den Besitz der Sowjetunion. Im Zweiten Weltkrieg wurde Suojarwi am 21. August 1941 wieder von finnischen Truppen besetzt und am 13. Juli 1944 von Truppen der Karelischen Front der Roten Armee im Rahmen der Swir-Petrosawodsker Operation zurückerobert.

### Bevölkerungsentwicklung
| Jahr | Einwohner |
| ---- | --------- |
| 1959 | 06.711    |
| 1970 | 09.425    |
| 1979 | 10.507    |
| 1989 | 11.772    |
| 2002 | 11.600    |
| 2010 | 09.766    |

Anmerkung: Volkszählungsdaten

## Kultur und Sehenswürdigkeiten

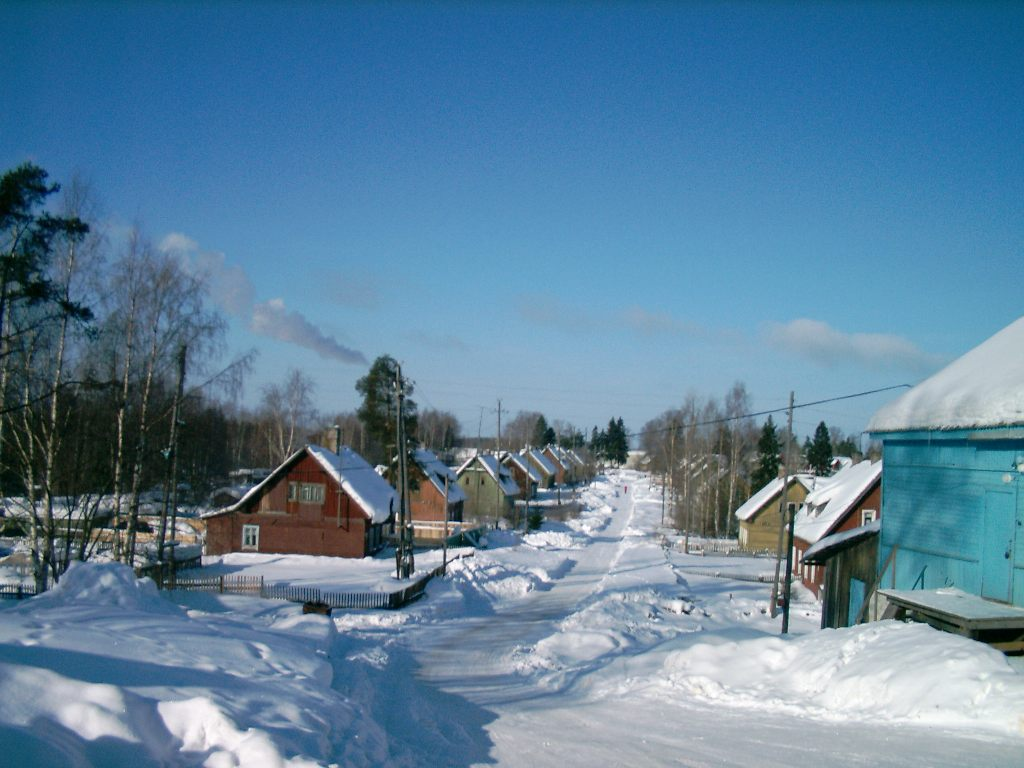
Häuser in Suojarwi

In mehreren Dörfern der Umgebung ist die historische Holzbebauung erhalten (Kaschalamba, Pawschoila), im Dorf Weschkeliza eine Kapelle aus dem 17. bis 18. Jahrhundert.

## Wirtschaft
Suojarwis Wirtschaft wird von der Holz- und holzverarbeitenden Industrie dominiert. Die Fabrik Kartontara stellt Verpackungen her. Daneben Lebensmittelindustrie.

## Persönlichkeiten
- Alexander Karpin (1883–1969), Bischof der Orthodoxen Kirche Finnlands
- Tamara Nyman (* 1939), Model
- Nadeschda Kotljarowa (* 1989), Sprinterin